# Pedro María Ureña
Ureña, oficialment Pedro María Ureña, és un dels 29 municipis de l'estat Táchira, a l'oest de Veneçuela. La seva capital és la ciutat d'Ureña. Té una extensió de 177 km² i la seva població en el 2017 era de 51.985 habitants.
Cap el 1530, 4 anys després de la mort de Diego Colón, una petita part de la vall de l'actual ciutat d'Ureña estava habitada pel poble indígena La Murchibila integrat per l'assentament Els Cucoraques, situats als voltants de l'actual Aguas Calientes.
El 5 de desembre de 1851 la Diputació Provincial de Mèrida va erigir la Parròquia Civil d'Ureña en la Jurisdicció del Cantón de San Antonio del Táchira amb els caserius anomenats San Juan del Llano Táchira, Los Quemados, Sábana Larga i La Mulata. El dia 16 de febrer del 1852 fou erigida com a Parròquia Eclesiàstica i es va organitzar el primer poblat en el lloc denominat San Juan del Llano Táchira (avui Plaza Vieja). Aquest primer poblat va ser destruït completament pel Terratrèmol de Cúcuta del 18 de maig de 1875 i reconstruït posteriorment amb el nom d'Ureña en el lloc denominat Los Quemados.
Pedro María Ureña és Municipi des del 5 de desembre de 1972.